# Zolabaak
Zolabaak es un personaje de ficción y superhéroe cuya primera aparición fue en un libro de cuentos de Manuel Puig en 1975. Era un personaje secundario que podía volar. Con el tiempo se convirtió en un referente de los Superhéroes argentinos y sus historias son seguidas por miles de fanes.
Zolabaak fue creado por Manuel Puig y ha aparecido en varias series de radio, televisión, películas y otros medios. En su versión actual, es un argentino de clase media que sufrió la crisis económica, y debe recurrir a usar corruptamente sus superpoderes para poder sobrevivir.
- Datos: Q11705482